# Love's Masquerade (film 1922)
Love's Masquerade è un film muto del 1922 diretto da William P.S. Earle che ha come interpreti Conway Tearle e Winifred Westover.

## Produzione
Il film fu prodotto dalla Selznick Pictures Corporation.

## Distribuzione
Il copyright del film, richiesto dalla Selznick Pictures, fu registrato il 16 marzo 1922 con il numero LP17672.
Distribuito dalla Select Pictures Corporation e presentato da Lewis J. Selznick, il film uscì nelle sale cinematografiche statunitensi il 20 marzo 1922.